# All That She Wants
Az All That She Wants című dal a svéd Ace of Base 1992-ben megjelent második kislemeze a Happy Nation című stúdióalbumról. A dal az észak-amerikai The Sign album megjelenésekor az első kislemez volt. A dalt Denniz Pop, Jonas Berggren és Ulf Ekberg írta. A dalt Kayo Another Mother című dala inspirálta.
Az All That She Wants című dal egy reggae-pop dal. A dal 1991-ben készült el, viszont hivatalosan csak 1992-ben jelent meg.
A dal nagy siker volt szerte a világban, többek között Dánia, Németország, az Egyesült Királyság és Ausztrália. A dal platina státuszt ért el az Egyesült Államokban, ahol 2. helyezést ért el a slágerlistákon. A dalt csap Meat Loaf I'd Do Anything for Love (But I Won't Do That) című dala előzte meg, azonban az Államokban 1993-ban több mint 1 millió példányszámban talált gazdára, így ebben az évben az egyik legjobban fogyó kislemezként tartották számon. A dal digitális EP kiadása  2014. július 7-én látott napvilágot, mely számtalan új remixet is tartalmazott.

## Komponálás
A dal 94 Bpm ütemben C♯ minor-ban íródott. Az ének G♯3-tól a C♯5-ig terjed.

## Előzmények
Az előző Wheel of Fortune nem volt túl sikeres, az All That She Wants című dal nemzetközi színvonalra emelte a dalt. Miután a csapat tagjai meghallgatták Kayo Another Mother című dalát, a zenekar úgy döngött, hogy ez az a hang, amit akartak. A dal demo változatát 1991-ben már felvették a zenekar tagjai, melynek eredeti címe Mr. Ace volt, különböző dalszövegekkel, melyet Linn énekelt, és rap betéteket is tartalmaz Jonas és Ulf által. Egy 2012-es interjúban Jenny Berggren az alábbiakat nyilatkozta a dalról:
A dal egy nőről szól, aki kiszolgáltatott helyzetben van...viszont úgy gondolom, hogy a dalban lévő akkordokban lévő szomorúságot az emberek hallják, mely az adott dalhoz kapcsolódik. A legszebb dalok szomorú hangzásúak. A Happy Nation album valójában az All That She Wants anyagából készült, ezért az album kissé elvontabb is, viszont minden dal egymást táplálja..
Jonas és Ulf kapcsolatba lépett Denniz Pop producerrel, aki eredetileg Kayo Another Mother című dalának is producere volt. A dal demo változatát eljuttatták neki, aki eredetileg nem volt elragadtatva a daltól, azonban a kazetta beragadt az autós magnójába, így kénytelen volt újra és újra meghallgatni a dalt. Denniz végül változtatott a dalon, és az eredeti változatban lévő rap betéteket  szövegekkel helyettesítették. Új szövegeket és verséket is adtak hozzá, és ezt rögzítették végül stúdióban. Jenny énekét nem kellett megváltoztatni a kiadáson.
A dal végleges változata dub-reggae stílusban jelent meg, azonban Denniz Pop több változtatással is próbálkozott, végül megjelent az uptempo változata is a dalnak, mely Madness Version néven került forgalomban. Ez a változat teljesen más az eredetitől eltérően több szóbeli szakaszt tartalmaz. Az együttes ezek után több dalon is dolgozott együtt Denniz Poppal, valamint a következő The Bridge  albumon is.
1992 októberében megjelent a dal, majd Dániában slágerlistás helyezést ért el, azonban a Wheel of Fortune még mindig 2. helyezés volt. A dán Mega Records kiadó néhány hét alatt felvetette az albumot a csapattal, megkeverték, és kiadták, mivel a karácsonyi piacon már szerettek volna ezzel az albummal részt venni.
2007-ben a zenekar három dalból újraszövegezte a dalt, de hivatalosan soha nem jelent meg. 2016 júniusában kiszivárgott a dal egy új verzióban, valamint a 2007-es változat Britney Spears énekével.

## Kereskedelmi sikerek
Az All That She Wants című dal több országban is első helyezett volt, és több helyen is benne volt a Top 10-ben. Az Egyesült Államokban platina státuszt kapott a dal, ott a The Sign című album első kimásolt kislemeze volt a dal, és 2. helyezést ért el az országban. A dalt a rádiók is szívesen játszották, és 9 egymást követő héten keresztül a Billboard Top 40 Mainstream slágerlistáján tanyázott. A Billboard az alábbiak szerint nyilatkozott a dalról: A svéd kvartett büszkén viszi hatását ebben a csoszogó, reggae stílusú dalban.
Az All That She Wants című dal a Billboard Hot 100-as grafikon 51. helyéig jutott. A dal az 1990-es évek slágereinek listáján a 70. helyig jutott. Németországban az egyik legjobban fogyó kislemeze volt a dal 1993-ban.

## Videóklip
A videóklipet 1992 novemberében készítették el, melyet Matt Broadley rendezte. A videó alacsony költségvetésből készült Koppenhágában, egy nap alatt. A videóklip egy lakásban egy nőt ábrázol, melyet a dán színésznő, és énekes-dalszerző Christiane Bjørg Nielsen alakít. Bár Jenny nem énekel a dalban, a refrénre "mozog a szája" a kórus alatt.

## Megjelenések
12"  US Arista – 07822-12616-1
- A1	All That She Wants (Extended Single / Dub) 7:56
- A2	All That She Wants (Banghra Version) 4:15
- B1	All That She Wants (12" Version) 6:46
- B2	All That She Wants (Single Version) 3:31

7"  UK Metronome – 861 270-7
- A	All That She Wants (Radio Edit) 3:34
- B	All That She Wants (Banghra Version) 4:19

## Slágerlista

### Heti összesítések
| Slágerlista(1992–1994)                | Legjobb helyezés |
| ------------------------------------- | ---------------- |
| Ausztrália (ARIA)                     | 1                |
| Ausztria (Ö3 Austria Top 40)          | 1                |
| Belgium (Ultratop 50 Flanders)        | 1                |
| Kanada Top Singles (RPM)              | 1                |
| Denmark (IFPI)                        | 1                |
| Europe (Eurochart Hot 100)            | 2                |
| Finland (Suomen virallinen lista)     | 4                |
| Franciaország (Single Top 100)        | 2                |
| Németország (Media Control Charts)    | 1                |
| Greece                                | 1                |
| Iceland                               | 1                |
| Italy (FIMI)                          | 1                |
| Hollandia (Top 40)                    | 4                |
| Hollandia (Single Top 100)            | 3                |
| Új-Zéland (Recorded Music NZ)         | 3                |
| Norvégia (VG-lista)                   | 2                |
| Spain (AFYVE)                         | 1                |
| Svédország (Sverigetopplistan)        | 3                |
| Svájc (Schweizer Hitparade)           | 1                |
| Egyesült Királyság (UK Singles Chart) | 1                |
| US Billboard Adult Contemporary       | 22               |
| US Billboard Hot 100                  | 2                |
| US Billboard Modern Rock Tracks       | 17               |
| US Billboard Rhythmic Top 40          | 4                |
| US Billboard Top 40 Mainstream        | 1                |
| US Cash Box                           | 3                |

| Chart (2016)                          | Peak position |
| ------------------------------------- | ------------- |
| Lengyelország (Polish Airplay Top 20) | 80            |

### Év végi összesítések
| Slágerlista (1993)                   | Rang |
| ------------------------------------ | ---- |
| Australia (ARIA)                     | 9    |
| Austria (Ö3 Austria Top 40)          | 2    |
| Belgium (Ultratop 50 Flanders)       | 13   |
| Canada Dance/Urban (RPM)             | 9    |
| Canada Top Singles (RPM)             | 23   |
| Europe (Eurochart Hot 100)           | 4    |
| Germany (Official German Charts)     | 1    |
| Italy (FIMI)                         | 3    |
| Netherlands (Dutch Top 40)           | 4    |
| Netherlands (Single Top 100)         | 7    |
| New Zealand (Recorded Music NZ)      | 49   |
| Switzerland (Schweizer Hitparade)    | 3    |
| UK Singles (Official Charts Company) | 3    |
| US Billboard Hot 100                 | 51   |

| Slágerlista (1994)              | Rang |
| ------------------------------- | ---- |
| Australia (ARIA)                | 67   |
| New Zealand (Recorded Music NZ) | 22   |
| US Billboard Hot 100            | 9    |
| US Cash Box                     | 26   |

### Összesítés
| Chart (1990–99)      | Rank |
| -------------------- | ---- |
| US Billboard Hot 100 | 70   |

## Minősítések
| Ország                           | Minősítés  | Eladások  |
| -------------------------------- | ---------- | --------- |
| Ausztrália (ARIA)                | 2x Platina | 140.000   |
| Ausztria (IFPI)                  | Arany      | 25.000    |
| Franciaország (SNEP)             | Arany      | 242.000   |
| Németország (BVMI)               | 3x Arany   | 750.000   |
| Új-Zéland (RMNZ)                 | Platina    | 10.000    |
| Egyesült Királyság (BPI)         | Platina    | 771.323   |
| Amerikai Egyesült Államok (RIAA) | Platina    | 1.200.000 |

## Megjelenések története
| Ország                    | Dátum                | Formátum                        | Label  |
| ------------------------- | -------------------- | ------------------------------- | ------ |
| Svédország                | 1992. november 1.    | 7" 12" CD Maxi-Single MC Single | Mega   |
| Egyesült Királyság        | 1993. március 6.     | 7" 12" CD Maxi-Single MC Single | London |
| Amerikai Egyesült Államok | 1993. szeptember 18. | 7" 12" CD Maxi-Single MC Single | Arista |

## Feldolgozások
- A svéd Grass Show nevű csapat 1997-es debütáló albumán a Something Smells Good In Stinkville címűn hallható a feldolgozásuk.[69]
- Britney Spears rögzített egy dalt Remembrance of Who I Am címmel,[70] mely gyakorlatilag az All That She Wants című dal átirata. A dal végül nem került fel Britney Blackout című albumára, viszont 2008 januárjában kiszivárgott az interneten.[71]
- A 2008-as Holly Ray és Sean Kingston Off The Meter című dalban az All That She Wants dallamát fütyülik.
- A német Wizo nevű punk zenekar angol nyelvű változatát készítette el
- Az olasz Lucky Star  nevű lánybanda saját változatát rögzítette LS3 című 2006-os albumára.
- A The Kooks nevű brit rockbanda a BBC Radio 1 40. születésnapja alkalmából rögzítette a dalt, mely megjelent a Radio 1: Established 1967 című válogatás albumon.
- A ReinXeed nevű svéd szimfónius metál zenekar saját változatát rögzítette a 2011-es Swedish Hitz Goes Metal című válogatás albumra.
- 2014-ben a német Eleven's 2 nevű elektropop duó rögzítette a dal saját változatát[72]

## Közreműködő előadók
- Ének –  Linn Berggren, Jonas Berggren and Ulf Ekberg
- Írta –  Jonas Berggren, Ulf Ekberg
- Producer –  Denniz Pop, Jonas Berggren és Ulf Ekberg
- Felvételek –  SweMix Studios, Stockholm